# Bill White (Politiker)

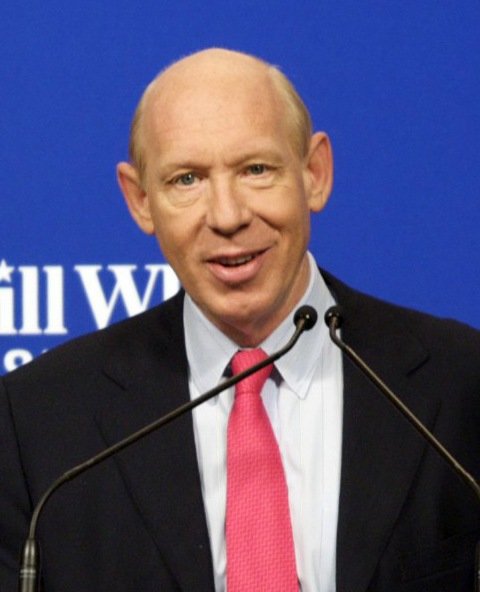
Bill White (2009)

William Howard „Bill“ White (* 16. Juni 1954 in San Antonio, Texas) ist ein US-amerikanischer Politiker. Er war von Januar 2004 bis Januar 2010 Bürgermeister von Houston.
White studierte Jura an der University of Texas in Austin und arbeitete später in der Anwaltskanzlei Susman Godfrey LLP, wo er später Partner wurde. Nach einer 14-jährigen Tätigkeit in dieser Kanzlei wurde White 1993 als Nachfolger von Linda Stuntz stellvertretender Energieminister (Deputy Secretary of Energy) in der Regierung Clinton. Zwei Jahre später legte er sein Amt nieder, um in die Privatwirtschaft zu gehen. In dieser Zeit hatte White ebenfalls das Amt des Vorsitzenden der Demokratischen Partei in Texas inne.
Nachdem Lee P. Brown 2003 bei den Bürgermeisterwahlen nicht mehr antreten durfte (er hatte bereits drei Amtszeiten absolviert), trat White als moderater Demokrat zur Wahl an und konnte sich gegen den Republikaner Orlando Sanchez durchsetzen. 2005 wurde White mit 91 % wiedergewählt. 2007 erfolgte seine erneute Wiederwahl. Mit dem Ablauf seiner dritten Amtszeit schied er aus dem Amt aus. Als seine Nachfolgerin wurde im Dezember 2009 Annise Parker gewählt.
White bewarb sich im November 2010 um das Amt des Gouverneurs von Texas. Er unterlag jedoch dem republikanischen Amtsinhaber Rick Perry deutlich mit 42:55 Prozent der Stimmen. Spekulationen, er würde sich 2012 um den Sitz der nicht mehr kandidierenden Republikanerin Kay Bailey Hutchison im US-Senat bewerben, wies White zurück.